# Jean Vilnet
Jean Vilnet, né le 8 avril 1922 à Chaumont dans la Haute-Marne et mort le 23 janvier 2013 à Saint-Dié-des-Vosges, est un évêque français, évêque de Saint-Dié de 1964 à 1983 puis de Lille de 1983  à 1998 et président de la Conférence épiscopale française de 1981 à 1987.

## Biographie
Jean Vilnet est le fils de Georges Vilnet (Troyes, 1892 - Épinal, 1974), chef de division de préfecture à Chaumont, et de Andréa Lévêque (Chaumont, 1892 - Épinal, 1971). La famille est catholique pratiquante.

### Formation
Jean Vilnet effectue sa scolarité à l'école primaire annexe de l'école normale d'instituteurs de Chaumont puis au lycée de Chaumont. Après être entré au Grand séminaire de Langres, il poursuit ses études à Paris où il obtient un doctorat en théologie à l'Institut catholique de Paris et le diplôme de l'École pratique des hautes études. Il part ensuite à Rome où il obtient un nouveau doctorat en sciences bibliques. Il complète sa formation à la faculté de théologie de Lyon où il obtient en 1949 une licence en droit canonique.

### Principaux ministères
Il est ordonné prêtre le 22 octobre 1944 pour le diocèse de Langres. En parallèle de ses études romaines, il est chapelain de la paroisse Saint-Louis-des-Français de 1946 à 1949. De retour en France, il se consacre à l'enseignement, comme professeur de théologie à l'école de théologie de Langres de 1949 à 1957, puis comme professeur de théologie à l'école supérieure de théologie de Châlons-sur-Marne de 1957 à 1964.
Nommé évêque de Saint-Dié le 24 septembre 1964 par le pape Paul VI, il est consacré le 13 décembre de la même année et participe à ce titre au concile Vatican II. Il est ensuite nommé évêque de Lille par le pape Jean-Paul II le 13 août 1983, fonction qu'il occupe jusqu'au 2 juillet 1998, date à laquelle il se retire pour raison d'âge. Il réside alors à Nancy puis à Saint-Dié.
Après en avoir été le vice-président de 1978 à 1981, Jean Vilnet préside la Conférence épiscopale de France de 1981 à 1987. Durant cette période il intervient notamment dans le débat sur l'enseignement catholique (dans le cadre du projet de loi Savary en 1984) et rencontre à ce sujet le président de la République François Mitterrand. Il doit aussi réagir aux premières fécondations in vitro à l'hôpital Saint-Philibert dépendant de l'Institut catholique de Lille (1986). Il préside ensuite, toujours au sein de la Conférence des évêques de France, la commission pour l'unité des Chrétiens de 1987 à 1993.
Dès janvier 1996, il appartient au « Groupe de Saint-Gall ». Il est par ailleurs président de la Fondation Jean Rodhain de 1998 à 2008.
Il meurt le 23 janvier 2013. La célébration de ses obsèques a lieu le samedi 26 janvier 2013 à la cathédrale de Saint-Dié où il est inhumé dans le caveau des évêques.

### Distinction
Jean Vilnet est officier de la Légion d'honneur.